# Clube do Bangue-Bangue
Clube do Bangue-Bangue (em inglês:  Bang-Bang Club) foi um rótulo relacionado com quatro fotógrafos que atuavam dentro dos townships da África do Sul entre os anos de 1990 e 1994, durante a transição do regime de apartheid para um governo democrático e baseado no sufrágio universal. Este período foi de muita violência entre facções de grupos negros, especialmente o conflito entre o Congresso Nacional Africano (ANC) e apoiantes do Partido da Liberdade Inkatha (IFP), após ambos os partidos políticos terem sidos proibidos de atuar.
Kevin Carter, Greg Marinovich, Ken Oosterbroek e João Silva eram os quatro fotojornalistas associados ao termo, apesar de vários outros fotógrafos e fotojornalistas terem trabalhado ao lado deles (como James Nachtwey e Gary Bernard). Um filme sobre o grupo, dirigido por Steven Silver e estrelado por Taylor Kitsch, Ryan Phillippe e Malin Akerman, estreou no Festival Internacional de Cinema de Toronto em 2010.